# Стјепан Лучић
Стјепан Лучић, био је српски привредник, политичар, и дугогодишњи предсједник општине Пале. Током Другог свјетског рата командовао је
јединицама ЈВуО у Сарајевском срезу. Убијен је од стране Удбе након рата 1946. године.

## Биографија
Стјепан Лучић рођен је на Требевићу у општини Пале у имућној породици. Након завршене школе и сам се почео бавити породичним бизнисом (резане грађе на пилани), те је убрзо постао један од најбогатијих привредника предратног паљанског среза. Као угледан привредник убрзо се укључује и у политику те постаје предсједник општине Пале.
На тој функцији га затиче и Други свјетски рат. У току рата био је командант Требевићког одреда, које је осим требевићких села обухватао и Јахорину са дјеловима Пала и Сарајева. Команда његових јединица се налазила у селу Луке, гдје је било и административно сједиште слободне општине Пале. Поред тога, у селу Луке је у току рата 1943. године изграђена и црква Светог Пророка Илије. Црква је 1956. године срушена по наредби ондашњих власти, јер се народ окупљао како су они сматрали око четничке творевине.
Након рата Стјепан се са групом четника крио до краја 1946. године, угалвном на платоу између Пала—Јахорине, Сарајева—Трнова, Подграба—Каснидола. Чувао га је народ тог краја. Крајем 1946. откривен је са својом групом на локацији Гњиле Баре (котлина испод садашњег хотела „Вучко” на Јахорини), гдје су од стрене Удбе сви ликвидирани. Заједно са осталим ликвидираним саборцима сахрањен је на непознатој локацији, тако да се за ове гробнице и данас ништа не зна.